# 聖飢魔II 悪魔の逆襲
『聖飢魔II 悪魔の逆襲!』（せいきまつ あくまのぎゃくしゅう）は、1986年12月25日にCBSソニーから発売されたファミコン用アクションゲーム。

## 概要
全5面1周エンド。デーモン小暮を操作して、連れ去られたメンバーを救出。宿敵の神「ゼウス」を倒し、奪われた悪魔教典を取り返して悪魔寺で大黒ミサ（コンサート）を開くのが目的。ゲーム内に登場するメンバーはゲーム発売時の5期のものとなっている。
各面にメンバーが1名囚われており、門番を倒し鍵を入手し救出する。各面で必ず購入しておかなくてはいけない楽器アイテムがあり、全て揃わないと黒ミサが行われずバッドエンドとなる。このゲームは隠しコマンドでのコンティニューやステージセレクトが存在するが、実行すると今までの面で購入した楽器アイテムが失われてしまうため、コンティニューを使用しての全面クリアは結果的にバッドエンドとなる。
画面左上に制限時間を表すタイマー（「LIFE」と表示）が表示され、常に減少していき、敵からの攻撃を受けると十数～二十数ほど減少していき、無くなるとゲームオーバーとなる。タイマーはアイテム「生き血」を入手することにより回復する。
武器はドル袋を集めアイテムを購入することにより、石→ジャックナイフ→斧→炎弾→コウモリとレベルアップしていく。

## ストーリー
地球征服のために布教活動を行っていた聖飢魔IIは、その活動の一環としてファミコンの世界へやってきた。ところが、ファミコンの世界で大黒ミサを開こうとしていた聖飢魔IIは宿敵である神ゼウスの妨害に遭って悪魔教典を奪われてしまい、更にデーモン以外の仲間たちがゼウスに捕えられてしまう。デーモンは大黒ミサを開催するため、捕えられた仲間の救出と悪魔教典の奪還に向かうのだった。

## キャラクター
詳細は聖飢魔IIを参照のこと。
デーモン小暮
プレイヤーキャラ。ゼウスに捕えられた仲間を助けるためにファミコンの世界を駆け巡る。敵と接触しても死なない（悪魔に死はない）。
エース清水
ゼウスに捕えられた仲間の一名。3番目のステージで登場する。楽器は「ギター（ストラトキャスター）」。
ジェイル大橋
ゼウスに捕えられた仲間の一名。最初のステージで登場する。楽器は「ギター（フライングV）」。
ライデン湯沢
ゼウスに捕えられた仲間の一名。2番目のステージで登場する。楽器は「ドラムス」。
ゼノン石川
ゼウスに捕えられた仲間の一名。4番目のステージで登場する。楽器は「ベース」。
ゼウス
このゲームのラストボスで、デーモン達悪魔の敵である神。最終ステージで登場する。

## MSX2版
『聖飢魔IIスペシャル 悪魔の逆襲』のタイトルで1987年に発売。
グラフィックの他BGMが大幅に書き換えられ、聖飢魔IIの曲が採用されている。ただし音源はMSX標準のPSGのみでありFM-PACには対応していない。
採用曲は「EL・DO・RA・DO」「蝋人形の館」「魔界舞曲」「悪夢の叫び」「APHRODETE」「DEATH LAND」「FROM HELL WITH LOVE」が確認されている。
実際はあまり売れておらずデッドストックとして安売りされ、後に多くが各種MSX電子工作改造の材料として使われたためか現存カートリッジは少ない。聖飢魔IIファンの多くがMSX2パソコンを保有していないのも売れ残った原因である。

## 評価
- ゲーム誌『ファミコン通信』の「クロスレビュー」では合計21点（満40点）[3]、『ファミリーコンピュータMagazine』の読者投票による「ゲーム通信簿」での評価は以下の通りとなっており、14.07（満30点）点となっている[1]。

| 項目 | キャラクタ | 音楽 | お買得度 | 操作性 | 熱中度 | オリジナリティ | 総合  |
| 得点 | 2.64       | 2.43 | 2.11     | 2.23   | 2.24   | 2.42           | 14.07 |

- ゲーム本『仰天B級ゲームの逆襲』（1998年、二見書房）では下記の評価を下しており、「キャラタイアップ物としては、正統なゲームに仕上がっている」、「ほとんど『ドラゴンスレイヤーIV』のキャラクタを入れ替えただけのゲーム。知らずに購入した人は許せないかも」、「聖飢魔IIの人気だけで売ったゲーム」と評している[4]。

| 項目 | イマウケ度 | カルト度 | グラフィック | オリジナリティー | ハラダチ度 | インパクト |
| 得点 | 星4 / 5    | 星4 / 5  | 星4 / 5      | 星4 / 5          | 星3 / 5    | 星3 / 5    |

- イラストレーターのみうらじゅんは本作をクソゲーであると評価しており、「『聖飢魔II』も面白いだろうと思って買ったのよ。（つまらなくても聖飢魔IIファンなら許せる部分はあるんじゃないかと質問され）許せない。オレも聖飢魔II好きだったんですよ。当時デーモンと一緒に宝島って雑誌で連載やってたんで、本人からゲームが出たって聞いたんですよ。そのときにデーモンがくれたらこんな悲劇は起きなかったんです。立体感のまったくない画面とね、暑苦しい世界と・・・あんまり思い出したくない」と語っている[5]。